# Cruzmaltina
Cruzmaltina es un municipio brasileño situado en el estado de Paraná. Según el censo de 2022, tiene una población de 2892 habitantes.
Fue creado a través de la Ley Estatal nº 11.222, del 13 de diciembre de 1995, y separado de Faxinal.

## Geografía
Posee un área de 312,30 km². Se localiza a una latitud 24°00'46" sur y a una longitud 51°27'32" oeste, a una altitud de 686 metros sobre el nivel del mar.

### Demografía
Datos del Censo - 2000
Población total: 3459
- Urbana: 1181
- Rural: 4068
- Hombres: 1841
- Mujeres: 1618

Índice de Desarrollo Humano (IDH-M): 0,678
- IDH-M Salario: 0,585
- IDH-M Longevidad: 0,667
- IDH-M Educación: 0,781

## Administración
- Alcalde: Natal Casavechia (2021-2024)
- Vicealcalde: José Fernando Tomé Cordeiro